# Tyresö distrikt
Tyresö distrikt är det enda distriktet i Tyresö kommun i Stockholms län. 

## Tidigare administrativ tillhörighet
Distriktet inrättades 2016 och utgörs av socknen Tyresö i Tyresö kommun
Området motsvarar den omfattning Tyresö församling hade 1999/2000. Distriktets omfattning är identiskt med kommunens bortsett från gränsjusteringar som skett efter 2000.